# Ludwig Bär (Theologe)
Ludwig Bär (auch Baer, Ber, Berus, Bör) (* 24. Mai 1479 in Basel; † 14. April 1554 in Freiburg im Breisgau) war ein Schweizer katholischer Theologe und Humanist.

## Leben
Als Sohn des Basler Kaufmanns Hans Bär der Ältere († 1502) studierte er in Paris Philosophie und Theologie, promovierte 1511 zum Dr. theol. und erhielt 1513 eine Professur in der Theologischen Fakultät der Universität Basel, deren Dekan und Rektor er wurde. 1513 wurde er auch Chorherr am Kollegiatstift St. Peter, 1518 Propst und 1526 Domherr und Scholaster am Münster.
Der Reformation war er zunächst freundlich gesinnt, wurde aber bald ihr Gegner. Im Mai 1526 war er einer der vier Präsidenten auf der Badener Disputation.
Als 1529 in Basel der katholische Gottesdienst verboten wurde, siedelte er zusammen mit Erasmus von Rotterdam, Heinrich Glarean und mehreren Professoren und Mitgliedern des Domkapitels nach Freiburg im Breisgau um, wo er an der Universität ein Lehramt erhielt und Sekretär von Erasmus war. 1533 vermittelte er zwischen Erasmus und Ambrosius Pelargus. 1534 traf er Nicolas Cop. Ein Neffe mütterlicherseits, der Buchdrucker Johannes Oporinus hatte ihn verärgert und wurde enterbt.

## Werke
- Pro salutari hominis ad felicem mortem praeparatione. Basel 1549 Digitalisat
- Ad quaestionem ei propositam Utrum videlicet tempore pestis. Basel 1551. Digitalisat